# Hugo von Mohl
Hugo von Mohl ( 8 de abril de 1805 , Stuttgart - 1 de abril de 1872 , Tübingen) fue un profesor, médico, botánico, briólogo alemán. Era hermano de Robert von Mohl (1799-1875), Julius Mohl (1800-1876), Moritz Mohl (1802-1888).
Era hijo de un político de Estado de Wurtemberg, Benjamin Ferdinand von Mohl (1766 1845), tanto en las ramas materna como paterna pertenecían a la categoría de los más altos funcionarios de Württemberg. Cuando todavía era estudiante en la escuela secundaria, estudió botánica y mineralogía durante su tiempo libre, hasta que entró en 1823 a la Universidad de Tübingen. Después de obtener su título con honores en medicina, se va a Múnich, donde comienza a frecuentar un círculo de botánicos, encontrando e intercambiando mucho material para sus investigaciones. Eso parece haber sido decisivo en su orientación hacia una carrera como botánico y, se inició en 1828 sus estudios sobre anatomía, investigaciones que mantuvo hasta su muerte. En 1832, fue profesor de botánica en Tübinga, función que conservará toda su vida. Nunca se casó, empleando su tiempo en su laboratorio y su biblioteca, donde, haciendo gala de gran talento, perfeccionó su preparación técnica para el microscopio. Después de haber encontrado por sí mismo a la botánica durante su infancia, fue poco influenciado por sus maestros y conservó su independencia de espíritu.
Las publicaciones de Von Mohl cubren un periodo de 44 años. Las más importantes de ellas aparecen en 1845 en el volumen titulado Vermischte Schriften©ˆ (Miscelánea). Muchos temas se trataban, principalmente sobre la estructura de las plantas superiores incluyendo la anatomía y la histología. Sugirió el uso de la palabra protoplasma, donde el núcleo ya había sido identificado por Robert Brown (1773-1858) y otros ; y en 1844 von Mohl demostró que el protoplasma es la fuente de los movimientos, suscitando en ese tiempo, enorme interés; identificando (llamándolo 'utrículo vital') la membrana citoplasmática de las células vacuolares y es el primero en describir el comportamiento del protoplasma en la división celular. Esas observaciones llevaron al derribo de la teoría de Matthias J. Schleiden (1804-1881) sobre el origen espontáneo de las células. Sus aportes al conocimiento de la pared pectocelulósica no fueron menos remar cables : defendió la visión hoy comúnmente admitida del crecimiento de tales paredes celulares por deposición. Explicó por primera vez la verdadera naturaleza del núcleo celular, y demostrando el origen celular de vasos y de fibras. Como autor de todas esas investigaciones, de hecho puede ser considerado el verdadero fundador de la teoría celular. Y fue quien recogió en un volumen sobre la teoría de la formación de células, en su Tratado sobre la célula vegetal : Die vegetabilische Zelle aparecida en alemán en 1851, y traducido al inglés en 1852.
Sus primeros estudios centrados en la estructura de palmeras, de cycadófitas y de helechos arborescentes, así como sus trabajos de 1840 sobre las Isoetaceae constituyeron una base sólida de todas las investigaciones ulteriores. A partir de entonces, se dedicó principalmente a la anatomía de los tallos de las dicotiledóneas y de las gimnospermas , y después de sus comentarios sobre la corteza del corcho, explicando la formación y el origen de los diferentes tipos de corteza y corrige los errores cometidos anteriormente acerca de las lenticelas. Y realizó su primera demostración del origen de los estomas en 1838, escribiendo un famoso artículo en el que describe su apertura y cierre (1850).
En 1843, con Diederich F.L. von Schlechtendal (1794-1866), comenzando la publicación de la revista mensual Botanische Zeitung , que editará hasta su muerte. No fue un gran vulgarizador y no posee obras de tal carácter; si se sabe que intentó colaborar con Wilhelm F.B. Hofmeister (1824-1877) para realizar un Handbuch, pero tenía aversión a tales esfuerzos. Su actividad científica se redujo en sus últimos años, probablemente debido a su mal estado de salud y murió repentinamente el 1 de abril de 1872.
La lista completa de sus publicaciones se halla en el Botanische Zeitung de 1872 (p. 576) así como en el Royal Society Catalogue de 1870 (volumen iv).

## Honores
Recibió numerosos honores durante su vida, siendo electo miembro correspondiente extranjero de la Royal Society el 26 de marzo de 1868.

## Fuente
- Esta obra contiene una traducción  derivada de «Hugo von Mohl» de Wikipedia en inglés, publicada por sus editores bajo la Licencia de documentación libre de GNU y la Licencia Creative Commons Atribución-CompartirIgual 4.0 Internacional.

- La abreviatura «Mohl» se emplea para indicar a Hugo von Mohl como autoridad en la descripción y clasificación científica de los vegetales.[1]